# Cebrennus wagae
Cebrennus wagae är en spindelart som först beskrevs av Simon 1874.  Cebrennus wagae ingår i släktet Cebrennus och familjen jättekrabbspindlar. Inga underarter finns listade i Catalogue of Life.